# أبو عبد الله محمد الثالث عشر
أبو عبد الله محمد الثالث عشر (1444 - 1494) هو محمد بن سعد بن علي بن يوسف المستغني بالله بن محمد بن يوسف بن إسماعيل بن فرج بن إسماعيل بن يوسف. من بني نصر أو بني الأحمر المنحدرة من قبيلة الخزرج القحطانية،يعرف بالزغل ولقبه النصارى الباسل. لا يعرف متى وأين ولد وتوفي. حكم مملكة غرناطة في الأندلس بين عامي (1485 - 1486) (890 - 892 هـ) وقالو لخمس سنين ثم دخل في صراع مع ابن أخيه أبو عبد الله محمد الثاني عشر كان سببا في إضعاف المملكة الإسلامية وجعلها فريسة لمملكتي قشتالة وأرجوان. وفي سنة 895 هـ وقع عهدا مع ملك قشتالة بارح بموجبه الأندلس قاصدا الجزائر.جاز سنة 895  لتلمسان، واستقر بها، وبها نسله إلى زمان المقري التلمساني يعرفون ببني سلطان الأندلس.
و من نسله قبيلة ضخمة وعريقة تُدعى بـــ بنو الزغل (بنو الأحمر) الأنصارية، منتشرة في بلاد المغرب والشام ومصر.

## نبذة تاريخية
سيطرت الأسرة التي أسسها محمد الأول ملك غرناطة على منطقة شملت غرناطة، وخاين، وألميريا، ومالقة. تم غزو فالنسيا وجاتيفا وجيان من قبل المسيحيين خلال حملات الاسترداد، وفي معظم الأحيان، تم تحويل النصريين إلى أتباع يدفعون الجزية منذ عام 1243. واستمرت غرناطة كمركز للثقافة الإسلامية. وشكل النصريون فيما بعد تحالفات مع المرينيين في المغرب.
استخدمت الحِرَف النصرية مثل طلاء السيراميك تقنيات من بغداد في القرن التاسع و تم تطبيقها لصنع الخزف اللامع، أولاً في مالقة و مورسيا و ألميريا، ثم بحلول القرن الخامس عشر في مانيسيس. تم إنتاج هذا النمط من الفخار في البداية تحت رعاية إسلامية، ثم مسيحية، و قد أثر على النمط اللاحق للسيراميك الإيطالي الملون و المزجج المعروف باسم مايوليكا. طوال القرن الرابع عشر، اشتهر النصريون بعمارة قصورهم مثل قصر الحمراء، والذي كان نتاج جهود إسماعيل الأول و محمد الخامس.

## صراعه مع محمد الثاني عشر (أبو عبد الله الصغير)
في عام 1469، تزوج فرديناند الثاني ملك أراغون من إيزابيلا الأولى ملكة قشتالة، مما أدى إلى اتحاد مملكتي قشتالة و أراغون المسيحيَّتَين. كان للملوك هدف مشترك وهو غزو آخر مملكة إسلامية في شبه الجزيرة الأيبيرية. في الوقت الذي كان فيه المسيحيون يشنون حملة ضد إمارة غرناطة و التي من شأنها إنهاء السلالة النصرية بشكل فعال، كان النصريون منخرطين في حرب أهلية على عرش غرناطة. عندما أطاح محمد الثاني عشر (أبو عبدالله الصغير) بوالده أبو الحسن علي بن سعد، سلطان غرناطة، انسحب أبو الحسن علي إلى مالقة واندلعت الحرب الأهلية بين الفصائل المتنافسة. استفاد المسيحيون استفادة كاملة من هذا واستمروا في الاستيلاء على معاقل المسلمين. تم القبض على محمد الثاني عشر (أبو عبدالله الصغير) من قبل القوات المسيحية عام 1483 في لوسينا، قرطبة. تم إطلاق سراحه بعد أن أقسم يمين الولاء لفرديناند الثاني ملك أراغون وإيزابيلا الأولى ملكة قشتالة. وأخيراً تنازل أبو الحسن علي عن العرش لأخيه محمد الثالث عشر (أبو عبدالله الزغل)، سلطان غرناطة، المعروف بالزغل (الشجاع)، واستمر الصراع على السلطة مع محمد الثاني عشر. وانتصر الزغل في الصراع الداخلي. لكن بسبب تسليم ابن أخيه الصغير غرناطة لفرديناند و إيزابيلا عام 1492 و منح السيادة في جبال البوخاراس اضطر أبو عبدالله الزغل إلى الاستسلام للمسيحيين و تم منح بقية السكان المسلمين وضع المدجن.

## وفاته
توفي أبو عبد الله محمد الثالث عشر في عام 1494 في تلمسان في الجزائر.